# 우범곤
우범곤(禹範坤, 1955년 2월 24일~1982년 4월 27일)은 대한민국의 경찰관이자 범죄자이다. 근무하던 의령 지역에서 90명을 연속으로 살해 혹은 부상을 입히고 수류탄으로 자살했다. 우범곤은 아네르스 베링 브레이비크가 2011년 노르웨이 테러를 저질러 기록을 경신할 때까지 세계에서 가장 많은 대량살인을 저지른 총기살인범이었다.
그가 벌인 총기 난사 사건은 공식적으로는 우 순경 (총기) 사건이라 칭해진다. 궁류면에서 발생한 사건이기에 궁류 총기 (난사) 사건이라고도 불리며, 위령제에서는 4.26 사건이라 하기도 한다.
사건 42년만인 2024년 4월에 처음으로 위령제가 열렸고, 2025년 2월 추모 공원과 위령탑을 건립했다.

## 생애
1955년 3월 18일 (음력 2월 24일) 경상남도 부산시 초량출장소 초량동 245-8에서 경찰관의 네 아들 중 셋째로 태어났다. 본적은 경상북도 월성군 외동면 문산리 537이다. 아버지도 경찰관이었다. 중학교 진학 후부터 내성적이던 성격이 두드러지고 학업에도 흥미를 잃어 무단결석이 2년 동안 30일이나 되었으며 고교 시절에는 졸업 당시 반에서 65명 중 63등으로 열등생이 되고 말았다. 금성고등학교 재학 시절에는 분을 이기지 못해 유리창을 깨서 파편으로 배를 긋는 등의 자해를 한 적도 있었다. 특히 고교 3학년 때 아버지가 진급을 앞두고 대장암으로 병사하면서 가세가 기울자 우범곤은 성격 자체가 비뚤어지기 시작했다. 해병대에서 군복무를 했으며 특등사수로 뽑일 정도로 사격 솜씨가 뛰어났다고 한다. 제대 후 경찰관이 되었으며 초임지는 부산직할시 남부경찰서 감만3파출소였다. 이후 태권도 3단과 유도 3단을 보유한 무술 유단자였고 1980년 12월 23일부터 1981년 12월 31일까지 서울특별시 101경비단에 선발되어 청와대 경호에 근무하게 되었다. 하지만 음주와 관련된 문제로 별명이 "미친 호랑이"라고 할정도로 술버릇이 너무 심각해서 업무 부적격자로 판정했고 중도에 101경비단 근무에서 좌천성 전출당하여 의령경찰서로 발령받았고 또 좌천당하여 1982년 3월 경남 의령 궁류 지서로 발령 받았고, 동거인과 마을사람들하고 사이가 몹시 좋지 않았다. 

## 사건 당시의 상황
1982년 4월 26일, 그날 우범곤은 야간 근무를 위해 낮 12시경에 집으로 들어와 점심을 먹고는 낮잠을 잤다. 그가 잠든 와중에 동거녀가 그의 몸에 붙은 파리를 손바닥으로 잡기 위해 쳤는데 파리가 날라가서 잡지 못하고 우범곤의 가슴을 쳤고, 우범곤과 동거녀는 말다툼 했다. 화를 미처 식히지 못한 채 우범곤은 오후 4시경 지서로 간 뒤, 저녁 7시 반경에 술에 취한 채 집으로 돌아왔다. 그는 술에 완전히 취한 상태에서 동거녀부터 코피가 날 정도로 주먹으로 폭행했고, 같은 집에서 살고 있던 동거녀의 친척 언니가 뛰어 들어와 말리자 친척 언니도 두들겨 패서 난폭하게 굴었다. 시끌벅적한 소리에 동네 사람들이 몰려들었고 사건의 전말을 들어본 동네 사람들이 동거녀를 두둔했으며 우범곤은 다시 집을 나가서 온천접대하러 궁류지서장과 허창순 경사 일행이 없는 궁류지서 뒤에 무기고를 열어서 M2 카빈 2자루 실탄 144발, 수류탄 8개 등을 탈취했다.
동네 이웃 주민 한 명이 우범곤을 말리다가 총살 당했고 이에 이 사람의 아들이 지서로 간 우범곤을 쫓아가서 "위아래도 없느냐"며 따졌다고 한다.
지서로 향해 지서에 배속된 육군 방위병들과 소주를 퍼마시던 우범곤은 동거녀의 남동생이 와서 경찰이면 다냐고 소리를 질러대자 우범곤은 화가 많이 나서 카빈총을 장전했고 만류하는 방위병에게 총으로 공격했지만 사살하지 못했다.그 이후 우범곤의 범행 과정은 다음과 같다.
4월 26일
21:40
지서를 나와 대구에서 표구사를 하는 26세 남자에게 발포, 이를 시작으로 궁류면 토곡리 재래시장으로 달려가 조준 사격. 장을 보러온 마을 주민 3명을 총살했다.
21:45
마을의 통신을 차단하기 위해 궁류우체국으로 가서 여성 교환원 2명과 숙직 중이던 집배원 1명을 총살했다.
그러나 총상을 입어 사경을 헤매던 24살의 여성 교환원 전모 씨가 숨지기 직전, 마을 이장 집의 행정전화와 의령우체국 간의 코드를 연결했던 덕분에 주민이 22시 34분에 신고할 수 있었다.
22:00
압곡리 매실부락으로 가서 10여 분간 총기를 마구 난사하였고, 주민 4명과 인근 마을의 2명을 총살하였다.
22:10
운계리 시장으로 달려가 주민 7명을 살해. 심지어 여기서는 사람들이 모인 곳에 수류탄을 투척하기도 했다.
22:50
평촌리의 한 상갓집에 난입.
“비상이 걸렸다”고 말하고는 문상을 한다는 핑계로 부의금 3천 원(오늘날의 4만 원 가량)을 내고 문상객들과 어울려 10여 분간 함께 술을 마셨는데, 여기서 문제의 주사가 또 발동해 갑자기 앞뒤 가리지 않고 마구 욕을 했다.
보다 못한 상주의 이종사촌이 나서서 "경찰이면 경찰이지, 상갓집에서 버릇없이 이게 무슨 짓이냐"라고 꾸짖자 이에 격분, 총기를 난사, 상주 일가족 등 12명을 총살하였다. 이후 그는 불이 켜진 집을 찾아다니며 총을 난사하여 이곳에서만 무려 23명을 총살했다.
4월 27일
새벽 5:35
평촌리 마을에 다시 나타나 알고 지내던 주민의 민가에 침입했다. 그는 일가족 5명을 깨운 뒤 갖고 있던 수류탄 2발을 한꺼번에 터뜨렸고, 그 자리에서 우범곤 본인을 포함해 4명이 폭사했다.
우범곤의 범행 중 가장 악질적인 점은 어린이와 갓난아기까지 무차별로 살해했다는 것으로, 갓난아기 울음소리가 들리자, "아직 안 죽은 게 있어?"라고 말하고선 되돌아 가 그대로 아기를 총살해버리는 만행을 저질렀다고 한다.
또한 우범곤이 총기를 난사하고 다니는 동안 한 택시 기사가 집집마다 돌아다니면서 "빨리 불 꺼요, 지금 불 안 끄면 다 죽어요"라며 위험을 알렸고, 택시 기사의 말대로 불을 끄고 조용한 집들은 살아남았다고 한다. 그러나 이 택시 기사는 안타깝게도 결국 우범곤에게 총살당한 시신으로 발견되었고, 불끄고 조용한 상태로 몰래 대문을 살짝 열고 우범곤을 본사람도 있다고 한다.
근무지를 무단이탈해 마을 유력자로부터 온천접대 후 술을 마시고 돌아오던 궁류지서장 허창순 경사 일행은 밤 22시 50분경 길에서 만난 주민에게 자초지종이 담긴 신고를 받지만 무시하고 궁류지서로 들어왔다. 그곳에서 우범곤이 무기를 탈취해 총격을 벌이고 있다는 보고를 듣자 총격 현장에 자기가 없어서 다행이라는 말을 하며 도피했다. 그런데 더 놀라운 것은 지서장 일행은 무기고로 향해 각자 무기를 챙기고 출동은 했으나 우범곤 순경이 이동한 반대 방향으로 출동하는 추태를 부렸으며 궁류지서 맞은편에 면사무소가 있기에 여기에 방송을 했다면 우범곤 순경에게 희생 당하는 사람을 줄일 수 있었다. 결국 이렇게 궁류지서 경찰들이 도주 하며 직무를 제대로 수행하지 않음으로써 상황은 더 악화되었고 사건 이후 이들은 직무 유기죄로 처벌을 받았다.
한편 마을에 살던 의령군 민방위과 공무원의 사건 보고를 받고 의령경찰서 경무과장 신현기와 보안과장 김영석 휘하 전투경찰순경 30명이 자정 무렵 도착했으나 우범곤의 소재를 파악하기는커녕 어두컴컴한 시골길에서 갑자기 피격 당할 것을 두려워하여 마을 초입 다리 밑 등 곳곳에 숨어있었다. 후에 경찰은 이를 매복이었다고 변명했으나 여론이 악화되는 결과가 되었다. 왜냐하면 이 말은 주민 살상이 진행 중인데 경찰은 현장에 진입하지 않고 웅크려 있었다는 것을 의미하기 때문이며 더구나 매복을 다리 밑에서 한다는 것도 말이 되지 않는 것이다.
당시 관할 책임자인 의령경찰서장 최재윤 경정(1982년 당시 57세)은 다음날 부산에서 서장회의가 있다는 핑계로 하루 일찍 부산으로 이동하여 근무지를 보고 없이 무단이탈한 상태였다. 보고를 받고 복귀하여 범행 지역에 이르는 다리에 도착한 것은 다음날 새벽 1시 20분이 되어서였다. 현장에 도착한 의령서장은 경찰들을 규합하여 범인 수색에 나서기는커녕, 곳곳의 사상자를 목격하고 두려움에 빠져 곧바로 궁류지서로 도망쳤다.
지서에 도착한 의령경찰서장은 우범곤이 많은 실탄을 가져갔다는 보고를 받자 더더욱 두려움에 빠져 지서 안에만 틀어박혔다. 게다가 지서에서 마을 스피커로 경보를 발령해 사이렌을 울리거나, 또는 예비군을 동원하거나 의령서 휘하 인근 지서에 경찰 지원을 지시하지도 않고 단지 내무부에 상황 보고만 하였을 뿐 아무 움직임도 취하지 않았다.
이는 지서에 대기하고 있던 경무과장과 보안과장도 마찬가지로, 만약 이들이 밤 22시 24분에 처음 신고를 접수한 즉시 경보 방송을 발령하였다면 적어도 희생자가 절반 줄었을 수도 있었다.
새벽 2시에는 주민 2명이 목숨을 걸고 산을 넘어와 큰일이 났다며 마을에 있던 의령 경찰들에게 출동을 재촉하였으나 서장은 날이 어두워 시야가 확보가 되지 않는다는 이유로 이것도 거부하였다. 새벽 4시가 다 되어서야 마산시·진주시의 기동대가 궁류에 도착하였으나 결국 사건은 우범곤의 자폭으로 종료되었으니 요약하면 경찰력의 개입이나 저지가 없었으며 이 사건 당시 경찰은 단 한 발도 쏘지 못했다. 그렇게 주민 살상이 진행되었고 속수무책으로 사건은 종료됐다.
사건으로 인하여 무려 62명의 주민들이 사망했고, 35명의 부상자도 발생했다. 6명의 희생자는 병원에 옮겨져 치료를 받다가 총상이 악화되어서 사망했다.
첫번째 희생자인 청년과 우체국에서 피살된 전화교환원 은 미혼으로 사망한 것이 비통하게 여겨져 유족들끼리 합의하에 영혼결혼식을 올려주기도 했다. 범행이 일어났던 의령 궁류면에는 4월 26~27일 제사를 지내는 집이 많다. 2000년대 중반경에 의령경찰서에서 전투경찰로 복무했다는 한 네티즌의 증언에 따르면 마을 주민 하나가 술만 마시면 경찰서를 찾아와 감정풀이를 하다 가곤 했다고 하는데, 알고 보니 우범곤에게 가족을 모두 잃은 사람이었다고 한다.

## 피해가 커진 원인
이날은 반상회를 하느라 마을 주민들이 곳곳에 모여 있었고 밤늦게까지 불을 켠 집이 많았다. 또 기강 해이로 인해 경찰의 근무지 무단이탈이 만연했는데, 궁류지서의 다른 경찰관 3명도 반상회에 참석하려고 근무지를 무단이탈한 상태였으며 지서장 역시 마을 유지의 온천 접대를 받으러 지서를 무단이탈한 상태였다. 지서는 다른 근무자 없이 텅 비어 있는 상태였으며 이에 우범곤은 무기고에서 다량의 화기를 용이하게 탈취할 수 있었다.
우범곤의 직업이 경찰이었으며 사건 당시에도 근무복을 착용하고 있었던 것도 영향을 미쳤다. 그 때문에 주민들은 총을 가지고 있어도 아무런 의심 없이 우범곤을 맞이했으며 문을 열어주었다. 더구나 당시는 무장공비가 심심치 않게 출몰하던 시대였으므로 주민들은 총소리를 무장공비가 나온 것으로 생각했고 경찰인 우범곤이 소총과 수류탄으로 무장했어도 공비소탕 작전을 수행 중인 것으로 인식했다. 또한 우범곤이 해병대에서 특등사수로 뽑힐정도로 사격 솜씨가 좋았다는 것 때문에 피해가 더 커졌다는 이야기가 있다.
전두환 정권은 지역 주민들의 민심 이반을 막기 위해 전두환 대통령이 직접 의령군을 찾아 주민들에게 사과와 보상을 약속하는 한편, 국가 차원의 대책위원회를 열어 대대적인 보상을 실시했다. 사건이 일어난 의령군 등 서부 경상남도 지역은 TK와 함께 대한민국 제5공화국과 여당인 민주정의당의 핵심 지지 기반이었으므로, 전두환이 아무리 간선제로 당선된 대통령이지만 눈치를 안 볼래야 안 볼 수가 없었다. 유족들에게는 대학등록금 및 의료비 지원 방안이 이루어졌고 궁류면에 대한 인프라 구축 사업 역시 정부의 대대적인 지원을 받으며 시작되었다.
먼저 의령읍~정곡면 간 11km 국도를 새로 포장한 뒤 군도였던 의령~궁류 간 12km 도로를 지방도로로 승격해 경상남도 예산으로 새로 포장했다. 또한 마을 안길 포장, 교량 가설, 주택 개량, 농로 개선 등 총 12개 부문 환경개선 및 생산기반 시설 사업이 진행되었고, 평촌마을 윗쪽에 벽계저수지 및 보가 설치돼 궁류면은 낚시꾼들이 많이 찾는 곳이 됐다. 그러나 주민들의 절반 이상이 궁류면을 떠나 다른 지역으로 이사를 갔다.
당시 의령경찰서장 최재윤에 대한 대법원 공판에서는 형법 직무유기 관련 중요 판례로 "...직무유기죄가 성립하려면 주관적으로는 직무를 버린다는 인식과 객관적으로는 직무 또는 직장을 벗어나는 행위가 있어야 하고 다만 직무집행에 관하여 태만, 분망, 착각 등 일신상 또는 객관적 사정으로 어떤 부당한 결과를 초래한 경우에는 형법상의 직무유기죄는 성립하지 않는다. 그 조치가 다만 적절하지 못하였다는 사정만으로는 형법상 직무유기죄가 성립할 수 없는 것"으로 결국 직무유기죄는 불성립되었다. 그리고 파면처리되었던 것도 징계 절차를 제대로 밟지 않았다고 무효가 됐다.

### 여파
이 사건으로 당시 내무부 장관이었던 서정화가 자진 사퇴하고, 후임으로 노태우가 내무부 장관으로 임명되면서 정치계에 입문하게 되었다. 그리고 사건 당시 근무지를 이탈했던 의령서장 등 3명의 경찰관과 방위병 3명이 구속됐다.
한편 당시 의령경찰서장은 직무유기죄로 기소되었으나 당시 법원은 주관적으로 직무를 버린다는 인식이 없고 객관적으로는 직무 또는 직장을 벗어나는 행위가 없다고 보고 무죄를 선고했다.
당시 수사본부는 범인 우범곤의 수법이 너무 잔인해 일반인과 뇌조직이 어떻게 다른지를 가려내기 위해 국립과학수사연구소에 시신을 보내 뇌세포 검사를 하려 했으나 검사가 불가능해 이를 포기함으로써 영구미제사건으로 남게 됐다. 우범곤 사건 이전에는 중학교 졸업해도 경찰 공무원이 될수 있었지만 이후 경찰공무원 임용규정이 개정되어 경찰공무원 응시자에 대해 고등학교 졸업 이상부터라는 학력 제한 규정이 제정되었으며, 인적성 검사와 전과 등 과사실 유무에 대한ㆍ조회가 시작되었다.
이 사건이전에는 경찰공무원 임용규정이 중졸이었으며 경찰 공무원 시험도 없었으며 글자도 모르는 노인순경도 있었다. 우범곤 사건 이후부터 임용규정에 대해 고졸 이상 부터라는 학력 제한 규정이 제정되었으며, 경찰 공무원 시험이 생겼으며 인적성 검사와 전과 등 과사실 유무에 대한 조회가 시작되었다. 그런데 사실 우범곤은 전문대 중퇴 학력을 가지고 있었기 때문에 이런 학력 제한이 예전부터 있었다 해도 충분히 응시할수 있었다.

## 같이 보기
- 버지니아 공대 총기 난사 사건
- 쓰야마 사건
- 2011년 노르웨이 테러
- 강화도 해병대 총기 난사 사건
- 나콘랏차시마 총기 난사 사건
- 대전 초등학생 살해 사건